# Myristica chrysophylla
Myristica chrysophylla är en tvåhjärtbladig växtart. Myristica chrysophylla ingår i släktet Myristica och familjen Myristicaceae.

## Underarter
Arten delas in i följande underarter:
- M. c. chrysophylla
- M. c. entrecasteauxensis